# Curriea bulbivena
Curriea bulbivena är en stekelart som beskrevs av Falco 2000. Curriea bulbivena ingår i släktet Curriea och familjen bracksteklar. Inga underarter finns listade i Catalogue of Life.